# Biscoitos (Madalena)
Os  Biscoitos é um povoado português localizado na freguesia da Bandeiras, concelho da Madalena do Pico, ilha do Pico, arquipélago dos Açores. 
Este povoado localiza-se entre o povoado das Sete Cidades e o Cabeço Chão.